# Anna Seward

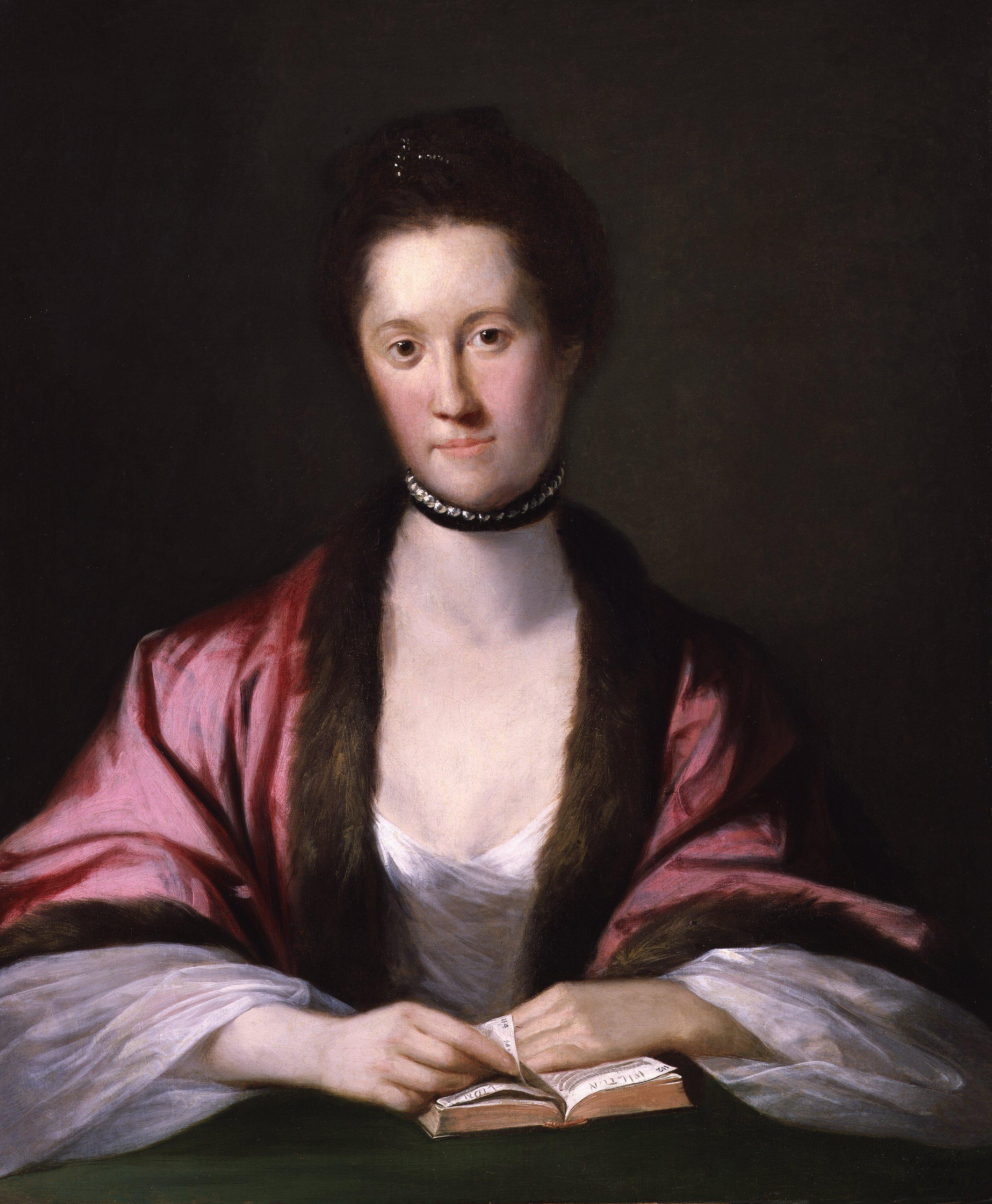
Anna Seward, Tilly Kettle, 1762.

Anna Seward (12 de diciembre de 1747-25 de marzo de 1809) fue una poetisa inglesa, también conocida como Swan of Lichfield.

## Biografía
Seward fue la hija mayor de Thomas Seward (1708-1790), un escritor. Nació en Eyam, Derbyshire, y pasó casi toda su vida en Lichfield, comenzando a escribir poemas desde una corta edad, en parte debido a la instigación de Erasmus Darwin. Sus versos incluyen elegías y sonetos, siendo la más conocida de sus obras Poems on Subjects Chiefly Devotional (1760). También escribió una novela poética, Louisa, de la cual se publicaron cinco ediciones. Los libros de Seward, los cuales incluyen un gran número de cartas, han sido descritos como "novedosos". Horace Walpole ha dicho que "no tenía imaginación, no aportaba nada nuevo". Fue elogiada, sin embargo, por Mary Scott.
Entre 1775 y 1781, Seward fue invitada y participante en las reuniones de Anna Miller en Batheaston. Pese a que las reuniones fueron catalogadas como superficiales, fue allí en donde se reconoció el talento de Anna y que su trabajo se publicó en el volumen anual de poemas escritos durante las juntas, una deuda que reconoció en su Poem to the Memory of Lady Miller (1782).
Sir Walter Scott editó las Obras Poéticas de Seward en tres volúmenes (Edimburgo, 1810). En ellas añadió un memorial de la autora, añadiendo extractos de su correspondencia literaria. Evitó, no obstante, editar la mayor parte de las cartas, las cuales fueron publicadas en seis volúmenes por A. Constable como Letters of Anna Seward 1784-1807 (Edimburgo, 1811). Seward también escribió Memoirs of the Life of Dr Darwin (1804).
En una época en que las mujeres tenían que dirigirse con cuidado en la sociedad, Seward logró cierto reconocimiento. En sus obras, podía ser malévola o bromista en forma alternativa, como en su poema titulado Portrait of Miss Levett, como una belleza de Lichfield casada con el Reverendo Richard Levett.
Como amiga de toda la vida de la familia Levett de Lichfield, Seward notó en sus Memoirs of the Life of Dr. Darwin que tres de los ciudadanos principales de la ciudad habían sufrido un accidente con sus carruajes y se habían lastimado las rodillas el mismo año. Seward escribió "No se recuerda mayor desgracia en la ciudad, ni ha ocurrido nada similar en los años posteriores".